# Don Meredith (homme politique)
Pour les articles homonymes, voir Meredith.
Don Meredith (né le 13 juillet 1964) est un pasteur pentecôtiste et un homme politique canadien. Il a été candidat du parti conservateur du Canada (PCC) en mars 2008 pour la circonscription Toronto-Centre, mais n'a pas été élu. Il a été nommé au Sénat du Canada le 18 décembre 2010 sous la bannière du PCC lorsque Stephen Harper dirigeait le gouvernement du Canada. En mai 2017, il a démissionné à la suite d'accusations d'avoir entretenu des relations intimes avec une mineure.

## Biographie
Le 17 juin 2015, il est expulsé du caucus conservateur à la suite d'allégations de relations intimes pendant deux ans avec une mineure, celle-ci ayant 16 ans au début de leur relation. En mars 2017, il a été déclaré coupable de violations éthiques par le comité sénatorial sur l'éthique et les conflits d'intérêts du Sénat canadien,. En mai 2017, le même comité a recommandé que Meredith soit expulsé du Sénat. Le 9 mai, il a annoncé sa démission avant la tenue d'un vote sur sa conduite,. Sa démission a pris effet le lendemain.
Deux ans plus tard, en juin 2019, le conseiller sénatorial en éthique déclare que Meredith entretenait un environnement de travail toxique pour ses subalternes : il « se conduisait de façon intimidante, proférait des menaces et se livrait à du harcèlement, parfois de nature sexuelle ».